# Château de Brametourte
Le château de Brametourte est un château-fort situé à Lautrec, dans le Tarn (France).
Construit au cours du XIe siècle, il est un temps occupé par les vicomtes de Lautrec, avant d'être ravagé par les guerres de Religion. Menacé de ruines des siècles durant, il est aujourd'hui sauvé, et accueille maintenant des réceptions.

## Historique

### Origine
Le château de Brametourte est édifié dès le XIe siècle, au centre d'un immense domaine de 20 hectares. Ce n'est originellement qu'un simple donjon entouré d'un fossé sec, construit par la famille d'Ambres.
De par sa position stratégique, il subit les différents conflits qui agitent la région, comme la croisade contre les albigeois, les guerres de Religion et possiblement la guerre de Cent Ans. Il aurait aussi été utilisé par l'ordre des templiers durant une période, comme en témoigne une croix templière à l'entrée de la cour intérieure.

### Vicomtes de Lautrec
L'édifice est remanié de nombreuses fois à travers l'Histoire, et devient pour un temps le siège d'une baronnie, puis un des sièges de la vicomté de Lautrec.
En 1219, lors du partage de la vicomté, Bertrand Ier de Lautrec hérite de l'édifice, qu'il transmet ensuite à son fils, Sicard VII. Néanmoins, le fils de celui-ci, Bertrand III, cède sa part de la vicomté de Lautrec au roi Philippe le Bel, et on retrouve ensuite le château de Brametourte dans l'autre branche de la famille de Lautrec, aux mains des vicomtes de Lautrec seigneurs d'Ambres.

### Guerres de Religion
En 1474, un certain Pierre Dupuy, fils d'Antoine Dupuy, seigneur de Montcuquet et de Cabrilles, est attesté comme seigneur de Brametourte. Pendant près d'un siècle, c'est donc la famille Dupuy qui possède la bâtisse, comme le fils de Pierre Dupuy, Alexis, qui en est propriétaire de 1502 à 1532.
Mais durant les guerres de Religion, la famille Dupuy se rallie aux catholiques. Les protestants ne peuvent se permettre de laisser un tel château entre les mains de leurs adversaires, et c'est ainsi que le 19 août 1580, la forteresse est prise sans résistance par le vicomte de Turenne, Henri de la Tour d'Auvergne[réf. souhaitée]. Après être ainsi tombé entre les mains des huguenots, il est occupé quelque temps par le duc de Ventadour, Gilbert III de Lévis, et devient un centre important pour les attaques protestantes.

### Du XVIIe siècle à aujourd'hui
À la fin des guerres, le château de Brametourte tombe aux mains de la famille de Capriol, mais se trouve dans un grave état de délabrement. Au cours des siècles suivants, peu de modifications et de rénovations lui sont apportées, ce qui le menace de tomber en ruines. Néanmoins, cela permet aussi de l'admirer aujourd'hui dans son état d'origine car il n'a donc pas subi les modifications de la Renaissance comme la plupart des autres châteaux français.
Après avoir traversé près de cinq siècles dans un état critique, il est restauré au début du XXIe siècle, d'abord par deux musiciens parisiens, puis par un couple anglais à partir de 2006. Il devient alors  un lieu de réception et d'hébergements dans le cadre de séminaires, mariages, et autres,  sous le nom de domaine de Brametourte.
Des difficultés financières à la suite de la crise sanitaire de 2020 obligent les propriétaires à le mettre en vente en 2022.

## La légende de Brametourte
Une légende locale indique l'origine du nom de « Brametourte ». À une date inconnue, le comte de Toulouse étant venu rendre visite au baron de Brametourte remarqua la beauté de sa fille. Il demande alors au baron de la garder "pure" pour être sa future femme. Celui-ci choisit alors de l'enfermer dans une tour pour s'assurer de la garder vierge mais le comte ne vint finalement jamais la chercher.
Les habitants du village la voyant pleurer par la fenêtre, ils la surnommèrent « Brametourte », brame signifiant « pleurer » et tourte, « tourterelle », en occitan,. Depuis ce triste épisode, la légende veut que cette jeune femme en robe blanche hante le château de Brametourte, pleurant pour être libérée,...

## Architecture

### Le château
Le château de Brametourte s'organise autour d'une cour intérieure de forme polygonale, entourée d'arches gothiques. Au-dessus de cette cour se dresse encore le donjon originel du XIe siècle. Les quatre angles de la bâtisse sont flanquées de tours carrées, qui assurent une visibilité sur toute la vallée alentour, et sont accompagnés de quatre échauguettes, dont une, particulièrement représentative, domine le portail d'entrée. L'une des tours circulaire contient un bel escalier à vis, tandis qu'une autre renferme un puits sécurisé, permettant de préserver l'eau d'un quelconque empoisonnement en cas de siège.
L'édifice est doté de nombreuses meurtrières au rez-de-chaussée, tandis que les étages sont ouverts par d'étroites fenêtres à meneaux. La plupart des pièces sont équipées de grandes cheminées, construites dans des styles architecturaux différents, depuis le gothique jusqu'au renaissance. L'intérieur du bâtiment est entièrement rénovée, et les pièces présentent un bel assortiment de meubles d'époques, tandis que les murs non enduits laissent les pierres apparentes. Une chapelle seigneuriale servait de lieu de culte privé.

### Sous-sols et domaine

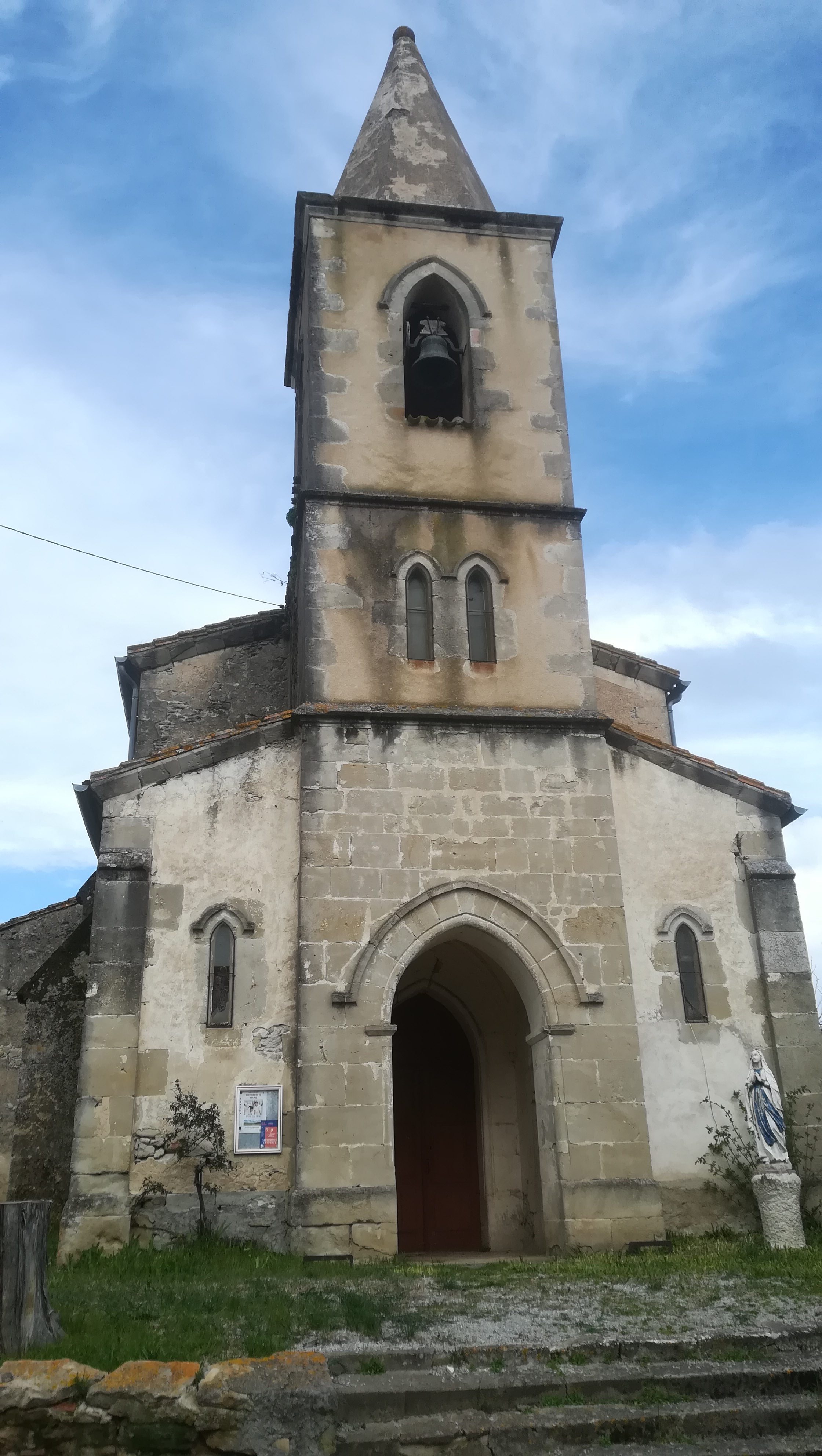
L'église de la Bertrandié, où arrive le tunnel

Un grand fossé sec, aujourd'hui comblé, entourait la bâtisse. Il était défendu par des meurtrières donnant dans les caves. Sous le château se trouvent d'immenses caves pouvant accueillir d'immenses réserves de nourritures pour prévenir les sièges et un antique mur de fondation, qui serait d'origine romaine. A côté de celui-ci, on trouve les anciennes oubliettes de l'édifice. Un ingénieux système d'aération permet toujours de faire monter l'air frais des caves dans les appartements supérieurs, à l'aide de conduit percés dans la pierre, pour rafraichir les pièces pendant les étés les plus chauds. Un tunnel d'évacuation permettait de fuir le château, et conduisait jusque dans l'église du village en contrebas[source insuffisante].
Sur le domaine du château de Brametourte se trouve un petit sanctuaire agrémenté d'une source d'eau et de la sculpture d'une immense coquille Saint-Jacques. En effet, l'édifice est situé à proximité d'un des nombreux chemins de Saint-Jacques de Compostelle. Au côté de ce petit édifice se trouvaient des tombes du XIIIe siècle, probablement celles d'un vicomte et d'une vicomtesse de Lautrec. De grands ifs de près de 800 ans sont plantés par-dessus.

## Galerie

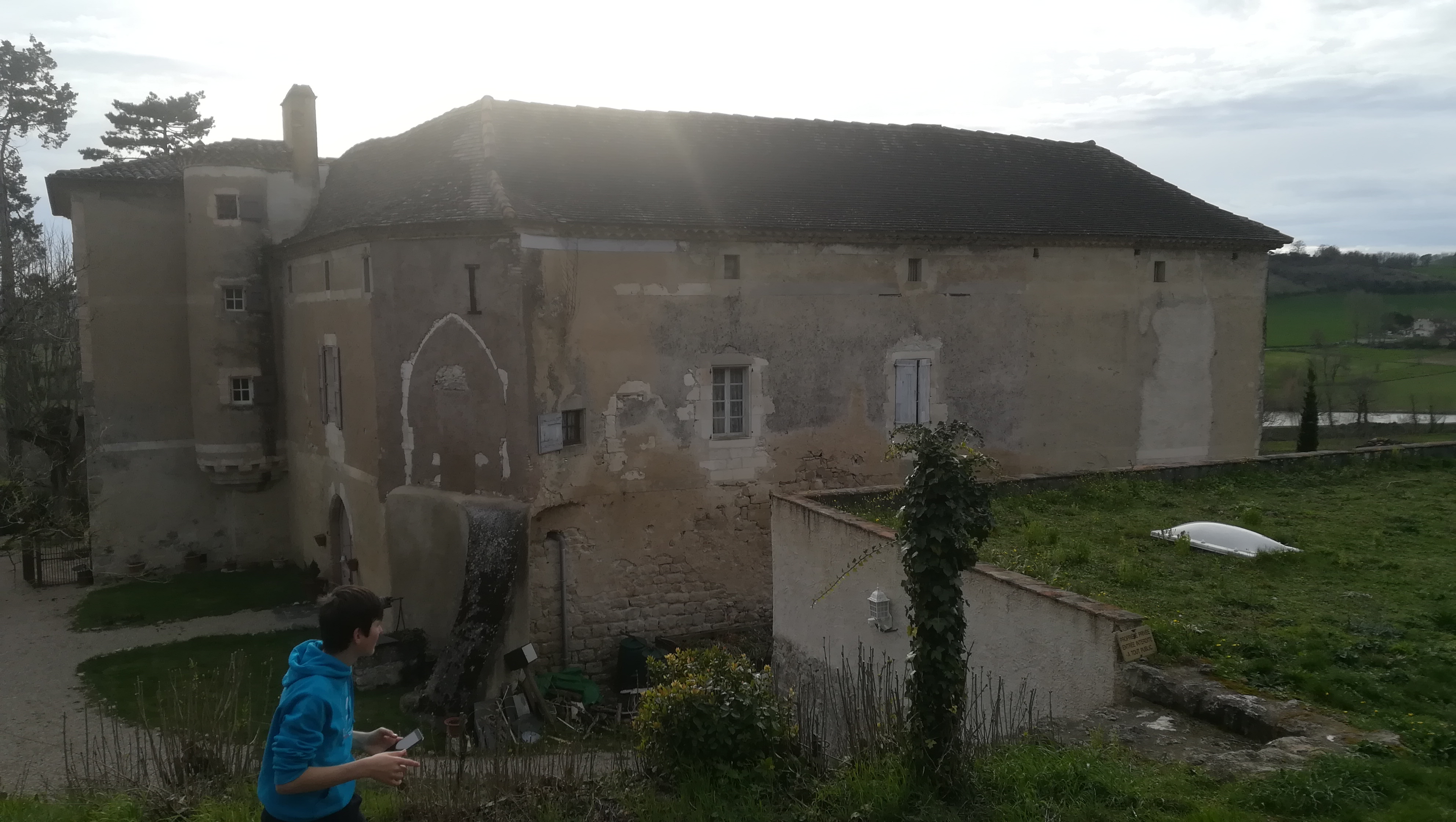
Le château
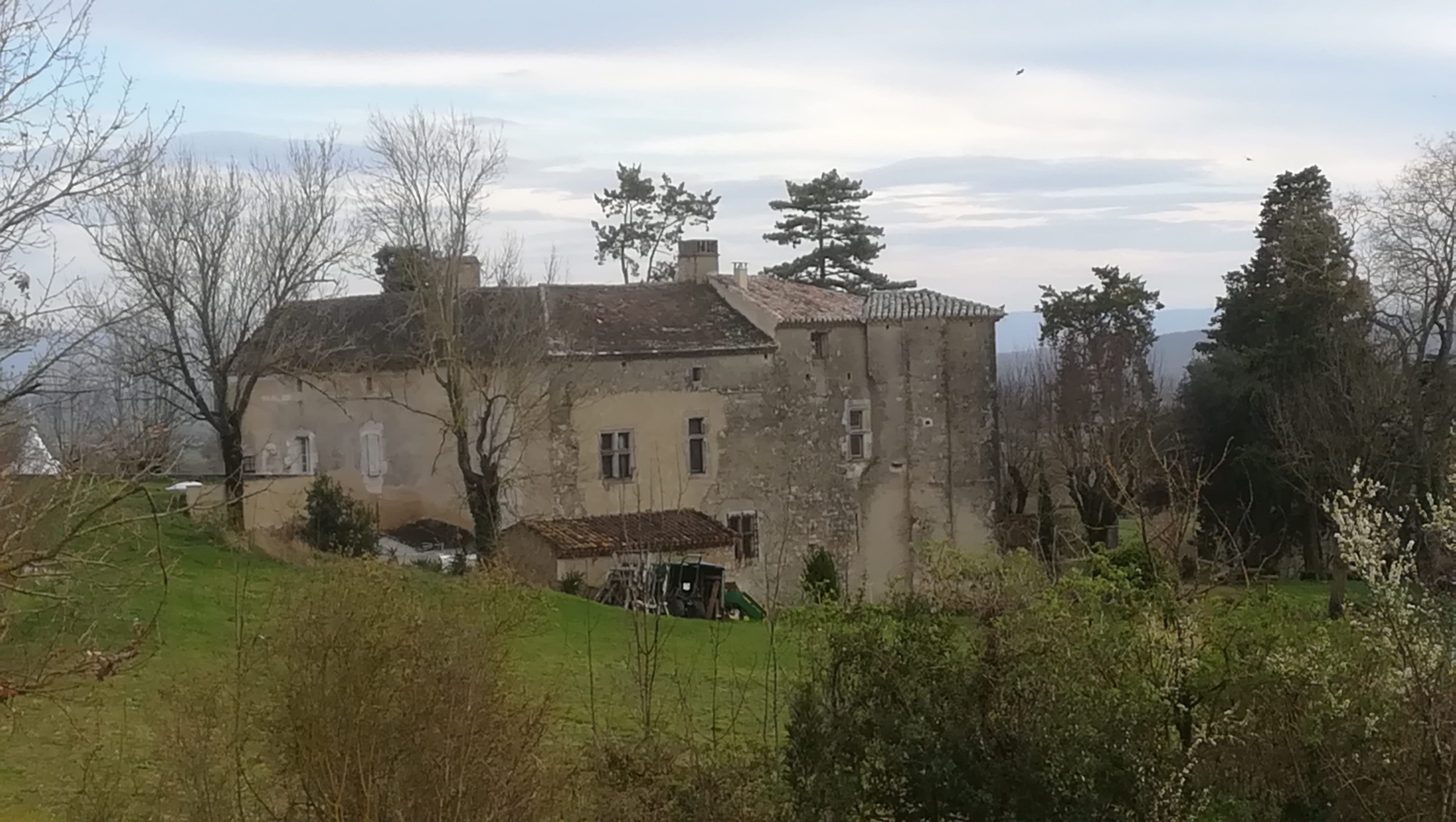
Vue des façades arrières

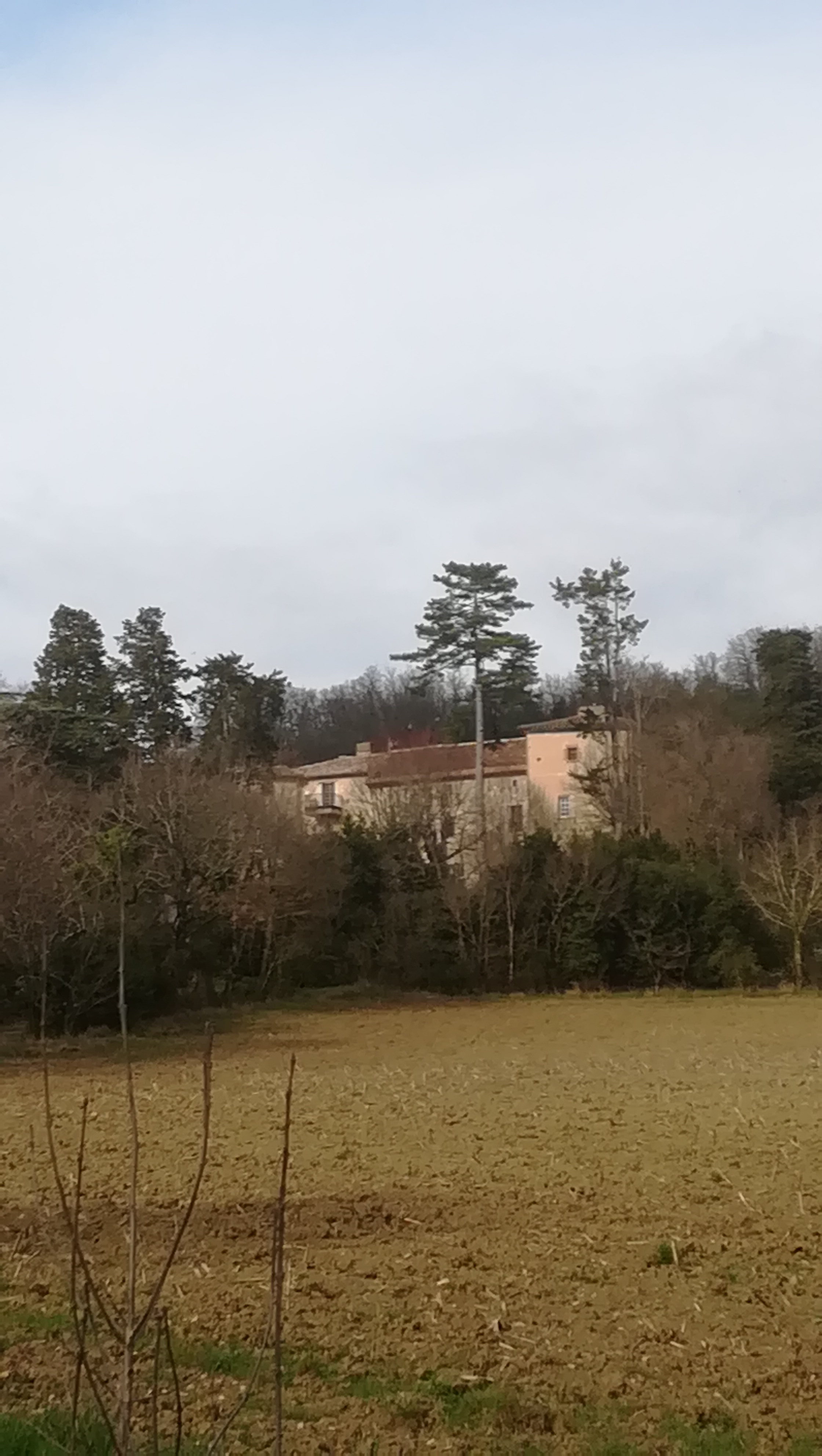
Vue du château
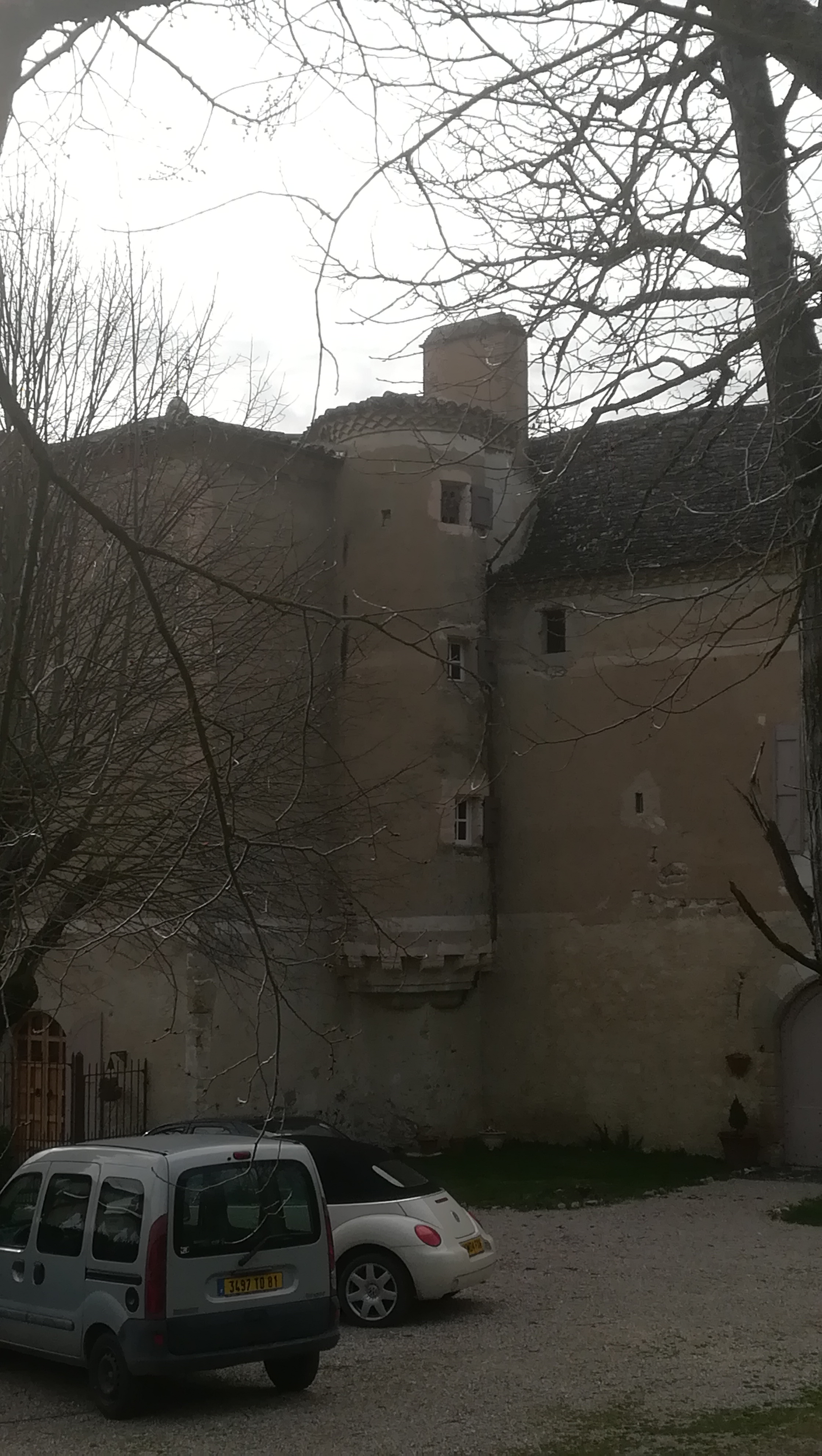
L'échauguette donnant sur le portail d'entrée
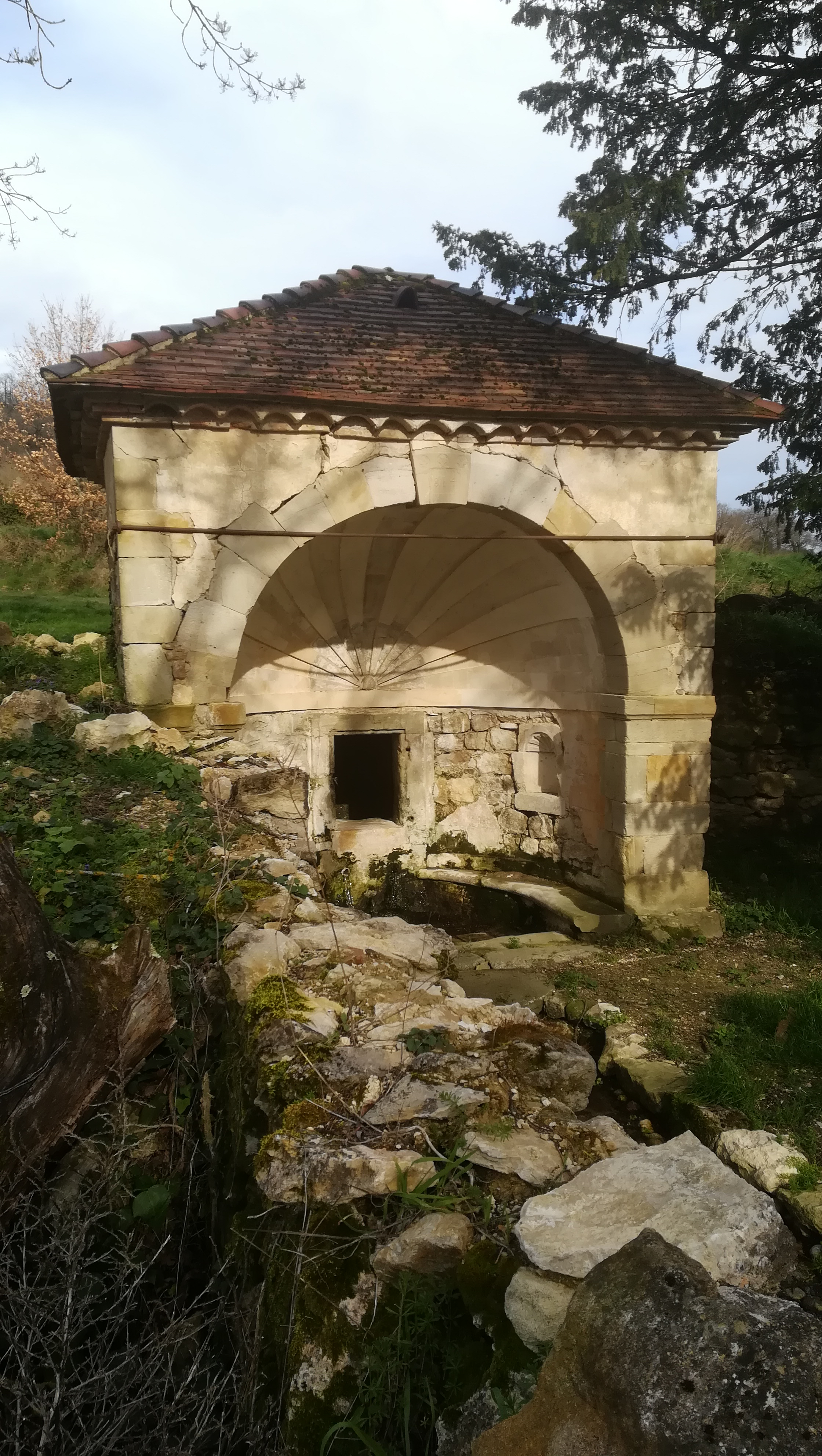
La source du château, surmonté d'un édicule en forme de coquille Saint-Jacques